# Scabie

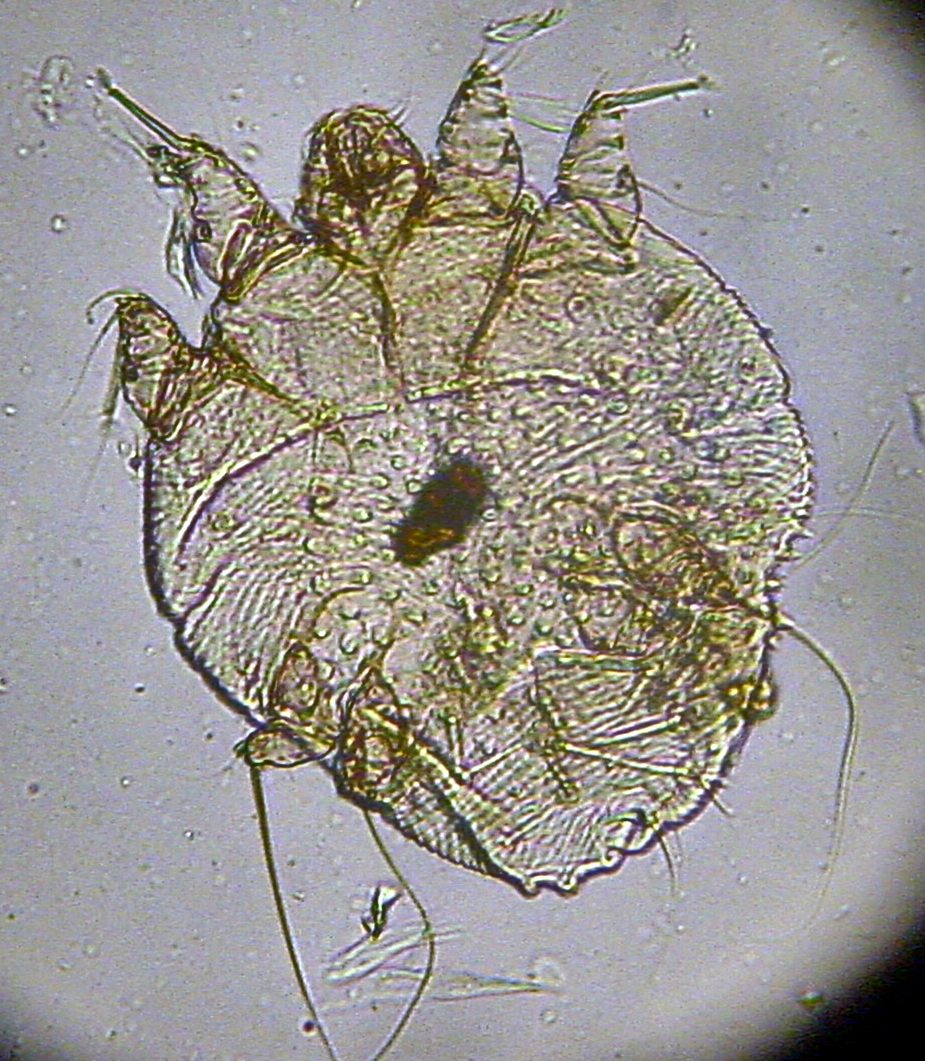
Sarcoptes scabiei

Scabie sau râie (Acarodermatitis) este o boală parazitară de piele a mamiferelor și păsărilor răspândită pe glob. La om îmbolnăvirea este produsă de parazitul Sarcoptes scabiei, acesta are o formă de semisferă cu dimensiunea femelei de 0,3 mm. Parazitul sapă canale în epidermă  unde depune excrementele și ouăle. Excrețiile parazitului irită pielea producând mâncărime și răni produse de scărpinat, iau naștere papule, vezicule, pustule, infiltrații, acestea prin infecții secundare, se pot transforma în furunculi. Transmiterea bolii se produce prin contact, boala urmând să apară după un timp de trei până la șase săptămâni.
O formă de râie de la câine este produsă de Demodex canis (0,1 - 0,3 mm), boala fiind numită demodecie. Demodecia este cea mai gravă formă de râie la câine și este destul de răspândită în special la animalele fără stăpân care au carențe nutriționale și imunitatea slăbită. Animalele bolnave își pierd părul, pielea căpătând un aspect scorțos pe o suprafață din ce în ce mai mare. Datorită infecțiilor care se suprapun și a sebumului secretat în exces, mirosul degajat este foarte urât și se simte la câțiva metri în apropierea animalului. Tratamentul este dificil, vindecarea lentă și în cele mai multe cazuri boala recidivează anual, în special vara.